# Białozórka (gmina)
Białozórka – dawna gmina wiejska istniejąca do 1939 roku w woj. wołyńskim (obecnie na Ukrainie). Siedzibą gminy była Białozórka, która początkowo stanowiła odrębną gminę miejską.
W okresie międzywojennym gmina Białozórka należała do powiatu krzemienieckiego w woj. wołyńskim. 1 stycznia 1924 roku z części jej obszaru – miasteczko Łanowce oraz wsie Hryńki, Małe Kozaczki, Wielkie Kozaczki i Ośniki – (a także z części gminy Wyszogródek i z obszaru zniesionej gminy Pańkowce) utworzono nową gminę Łanowce. 1 października 1933 roku do gminy Białozórka przyłączono część obszaru gmin Łanowce i Wyszogródek.
Według stanu z dnia 4 stycznia 1936 roku gmina składała się z 20 gromad. Po wojnie obszar gminy Białozórka wszedł w struktury administracyjne Związku Radzieckiego.